# Rueda de la Sierra
Rueda de la Sierra – gmina w Hiszpanii, w prowincji Guadalajara, w Kastylii-La Mancha, o powierzchni 51,01 km². W 2011 roku gmina liczyła 59 mieszkańców.